# Belarus demografi
Belarus demografi inkluderar befolkningstäthet, etnicitet, utbildningsnivå, befolkningens hälsa, ekonomisk status, religion och andra aspekter om befolkningen. Belarus befolkning utgjorde 9 397 800 den 1 april 2020 enligt beräkning av Belarus statistiska kommitté. Senaste publicerade folkräkningen hölls 14 oktober 2009 och då var antalet folkbokförda invånare (de jure) 9 503 807. Folkräkningar hålls vart tionde år.
| Etnisk grupp                              | 19261     | 19261     | 19392     | 19392     |
| Etnisk grupp                              | Antal     | %         | Antal     | %         |
| ----------------------------------------- | --------- | --------- | --------- | --------- |
| Belarusier                                | 4 017 301 | 80,6      | 4 615 496 | 82,9      |
| Judar                                     | 407 059   | 8,2       | 375 092   | 6,7       |
| Ryssar                                    | 383 806   | 7,7       | 364 705   | 6,6       |
| Polacker                                  | 97 498    | 2,0       | 58 380    | 1,1       |
| Ukrainare                                 | 34 681    | 0,7       | 104 247   | 1,9       |
| Tyskar                                    | 7 075     | 0,1       | 8 448     | 0,2       |
| Letter                                    | 14 080    | 0,3       | 8 117     | 0,2       |
| Tatarer                                   | 3 777     | 0,1       | 7 664     | 0,1       |
| Litauer                                   | 6 864     | 0,1       | 4 284     | 0,1       |
| Romer                                     | 2 366     | 0,1       | 3 632     | 0,1       |
| Mordviner                                 | 1 051     | 0,0       | 2 042     | 0,0       |
| Övriga                                    | 7 682     | 0,2       | 16 887    | 0,3       |
| Total                                     | 4 983 240 | 4 983 240 | 5 568 994 | 5 568 994 |
| 1 Källa: . 2 Källa: Arkiverad 2012-12-21. |           |           |           |           |

## Statistik
- Antal invånare (juli 2020): 9 477 918
- Befolkningstäthet (juli 2020): 45,7 invånare per km²
- Folkgrupper (2009): belarusier 83,7 procent; ryssar 8,3 procent, polacker 3,1 procent, ukrainare 1,7 procent, övriga 2,4 procent, ospecificerad folkgrupp 0,9 procent.
- Språk (2009): ryska 70,2 procent, belarusiska 23,4 procent, övriga 3,1 procent (häri ingår de polska och ukrainska minoriteterna), ospecificerat språk 3,3 procent.
- Religion (2011): Ortodox kristendom 48,3 procent, ingen religion 41,1 procent, romersk katolicism 7,1 procent, övriga religioner 3,5 procent.
- Befolkningens åldersstruktur (2020):
  - 0–14 år: 1 524 604, 16,09 procent (varav män: 784 231; kvinnor: 740 373)
  - 15–24 år: 909 188, 9,49 procent (varav män: 467 393; kvinnor: 441 795)
  - 25–54 år: 4 164 558, 43,94 procent (varav män: 2 058 648; kvinnor: 2 105 910)
  - 55–64 år: 1 369 302, 14,45 procent (varav män: 605 330; kvinnor: 793 972)
  - 65 år och äldre: 1 510 266, 15,93 procent (varav män: 493 055; kvinnor: 1 017 211)
- Befolkningens medianålder (2020): 40,9 år
  - Mäns medianålder: 38,0 år
  - Kvinnors medianålder: 43,9 år
- Befolkningstillväxt (2020): -0,27 procent
- Nativitet/födelsetal (2020): 9,5 födslar per 1 000 invånare
- Mortalitet/dödstal (2020): 13,1 dödsfall per 1 000 invånare
- Nettomigration (2020): 0,7 migranter per 1 000 invånare
- Andel invånare i städer (2020): 79,5 procent
- Stora städer med antal invånare (2020): Minsk (2 028 000)
- Könskvot vid födseln (2020): 1,06 män per kvinna
- Könskvot i hela befolkningen (2020): 0,87 män per kvinna
- Moderns medelålder vid första födseln (2014): 25,7 år
- Mödradödlighet (2017): 2 dödsfall per 100 000 levande födslar
- Spädbarnsdödlighet (2020): 3,5 dödsfall per 1 000 levande födslar
  - Manlig spädbarnsdödlighet (2020): 3,9 dödsfall per 1 000 levande födslar
  - Kvinnlig spädbarnsdödlighet (2020): 3,1 dödsfall per 1 000 levande födslar
- Förväntad livslängd vid födseln (2020): 73,8 år
  - Förväntad livslängd för män (2020): 68,3 år
  - Förväntad livslängd för kvinnor (2020): 79,5 år
- Total fertilitet (2020): 1,5 barn per kvinna
- Andel vuxna som är HIV-smittade (2018): 0,5 procent
- Invånare som är smittade av HIV/AIDS (2018): 27 000
- Dödsfall på grund av HIV/AIDS per år (2018): mindre än 500
- Andel av den vuxna befolkningen som lider av fetma (2016): 24,5 procent
- Läs- och skrivkunnighet hos invånare 15 år och äldre (2015): 99,8 procent
  - Bland män (2015): 99,8 procent
  - Bland kvinnor (2015): 99,7 procent

Samtliga siffror är tagna från The World Factbook.